# ژان ژاک آیدلی
ژان ژاک آیدلی (انگلیسی: Jean-Jacques Eydelie؛ زادهٔ ۳ فوریهٔ ۱۹۶۶) بازیکن فوتبال اهل فرانسه است.
از باشگاه‌هایی که در آن بازی کرده‌است می‌توان به باشگاه فوتبال زوریخ، باشگاه فوتبال سیون، باشگاه فوتبال المپیک مارسی، باشگاه فوتبال نانت، باشگاه فوتبال باستیا، باشگاه فوتبال بنفیکا، و باشگاه فوتبال والسال اشاره کرد.